# درایس
درایس (به آلمانی: Mainz-Drais) یک منطقهٔ مسکونی در آلمان است که در ماینتس واقع شده‌است. درایس ۳٬۰۸۱ نفر جمعیت دارد.